# Рибак Олександр Іванович
Олекса́ндр Іва́нович Риба́к — підполковник МВС України, учасник російсько-української війни.

## Нагороди
За особисту мужність і героїзм, виявлені у захисті державного суверенітету та територіальної цілісності України, вірність військовій присязі, нагороджений
- орденом Данила Галицького (27.5.2015).